# Tobramycine
Le sulfate de tobramycine ou sulfate de o-(amino-3 désoxy-3 alpha-D-glucopyrannosyl)-(1-4)-o-(diamino- 2,6 tridésoxy-2,3,6 alpha-D-ribohexapyrannosyl)-(1-6)-(désoxy-2 streptamine)
un antibiotique aminoside proche de la gentamicine.
La solution pour inhalation de tobramycine est une option de traitement efficace et présente un profil d'innocuité acceptable chez les patients atteints de bronchectasie avec infection à Pseudomonas aeruginosa.
Spectre d'activité : bacteries Gram négatif. Inefficace contre Enterococci.